# Josep Pedrals
Josep Pedrals i Urdàniz (Barcelona, 13 de enero de 1979) es un poeta y rapsoda barcelonés. Curtido en el mundo del recital poético en el ámbito de habla catalana, ha colaborado además en diversos medios de comunicación, entre otros el diario Avui, Catalunya Ràdio o las revistas El Temps, Paper de Vidre o Bossa Nova. En el ámbito musical, en el año 2007 llevó a cabo el espectáculo de hip-hop Endoll, junto con Guillamino. Antes había actuado con "Explosión Bikini" y actualmente trabaja con la banda Els Nens Eutròfics. Colabora habitualmente con el diario Avui, donde publica un soneto diario.

## Obras
Poesía
- Escola italiana. Barcelona: Ed. 62, 2003 (ISBN 978-84-297-5272-4)
- El furgatori. Cornellà de Llobregat: LaBreu, 2006 (ISBN 978-84-933762-8-4)
- En/doll. Castellar del Vallès: LaBreu, 2007, con Guillamino
- El Romanço d'Anna Tirant. Castellar del Vallès: LaBreu, 2012
- Qui no mereix una pallissa (con Melcior Comes, Pere Antoni Pons y Jordi Rourera)

Obras dramáticas representadas
- Puaj!. Reus: Teatre La Palma, 2005
- Wamba va! (con Eduard Escofet, Martí Sales Sariola). Barcelona: Mercat de les Flors, 2005
- En comptes de la lletera. Barcelona: La Seca. Espai Brossa, 2012
- El Furgatori. Barcelona: La Seca. Espai Brossa, 2012

## Premios literarios
- Premio Lletra d'Or, 2013: El Romanço d'Anna Tirant[5]
- Premio Ciutat de Barcelona 2018[6]